# Konstitutives Enzym
Als konstitutive Enzyme oder nicht-induzierbare Enzyme werden Enzyme bezeichnet, die unabhängig von der Umgebung und dem Stand des Stoffwechsels kontinuierlich und mit gleich bleibender Rate vom Organismus synthetisiert werden. Meist sind diese Enzyme essentiell für den Stoffwechsel und werden deswegen stets neu synthetisiert.
Im Gegensatz dazu stehen die adaptiven Enzyme, auch induzierbare Enzyme die nur bei Bedarf synthetisiert werden, wie zum Beispiel einige Enzyme der Gluconeogenese oder auch Glucokinase.
Zu den konstitutiven Enzymen zählen:
- Enzyme d. Krebs-Zyklus wie 
  - Citrat-Synthase
  - Aconitase
  - Isocitrat-Dehydrogenase
  - α-Ketoglutarat-Dehydrogenase
  - Succinat-Thiokinase
  - Succinat-Dehydrogenase
  - Fumarase
  - Malat-Dehydrogenase
  - Isocitrat-Lyase
  - Malat-Synthase
- Enzyme d. Glykogenese (nicht aber der Gluconeogenese)
- Enzyme d. Glykolyse wie Hexokinase, Phosphofructokinase und Pyruvatkinase, nicht aber Glucokinase